# 피터 C. 도허티
피터 찰스 도허티(영어: Peter Charles Doherty, AC FRS FMedSci, 1940년 10월 15일 ~ )는 오스트레일리아의 면역학자이다. 1996년에 호주국립대학교에서 진행한 연구를 통해 신체 조직의 면역체계 인식과 파괴 메커니즘을 규명한 공로로 그의 동료인 롤프 M. 칭커나겔과 함께 노벨 생리학·의학상을 수상했다.

## 수상 경력
- 1986년 : 가드너 국제상
- 1995년 : 앨버트 래스커 기초 의학 연구상
- 1996년 : 노벨 생리학·의학상

### 서훈
- 1997년 : 오스트레일리아 훈장 컴패니언(AC)

## 회원
- 1987년 : 왕립학회 회원[1][3][4]